# 髖部骨折
髖部骨折（hip fracture）是在股骨上半部的骨折，好发部位包括股骨颈和股骨转子间。症狀可能有髖部疼痛（在活動時格外明顯），以及腿部會變短。患者多半會無法走路。

## 症因及診斷
髖部骨折常常是跌倒所造成的。風險因子包括骨質疏鬆症、多重用藥、飲酒以及遠端轉移。一般是由X射線照相來診斷。有時可以用核磁共振成像、X射线计算机断层成像或骨骼掃描來輔助診斷。

## 分类

### 股骨颈骨折
股骨颈骨折又可以进一步分型，成年人分型方法主要有：Garden分型、AO/OTA分型及Pauwels分型等，最简单的分型方式是根据骨折线部位将其分为头下型、头颈型、经颈型、基底型，另外可能有特殊型、不能分型等等。

### 股骨转子间骨折
股骨转子间骨折的进一步分型有：AO/OTA分型及Evans-Jensen分型等。

## 預防及治療
疼痛治療包括鴉片類藥物及神經阻斷，若病患身體情形允許，一般會建議在二天內進行手術。手術的作法可能包括全髖關節置換手術或是用螺絲穩定骨折處。在進行手術後，建議要預防血液凝塊。

## 流行病學及預後
15%的女性在一生中曾罹患過髖部骨折，女性的發生率比男性要高，髖部骨折的風險會隨著年齡成長而增加。年長者在髖部骨折後，一年內的死亡率會有25%。

## 外部連結
- Fractures of the Femoral Neck （页面存档备份，存于） Wheeless Textbook of Orthopaedics
- Intertrochanteric Fractures （页面存档备份，存于） Wheeless' Textbook of Orthopaedics